# Einar (nome)
Einar  è un nome proprio di persona danese, norvegese, svedese e islandese maschile.

## Varianti
- Maschili: Ejner[3], Ejnar[3], Enar[3]

## Origine e diffusione
Continua il nome norreno Einarr. La sua etimologia non è del tutto chiara, ma è probabilmente la stessa del termine einherjar, che indicava i guerrieri uccisi che venivano ammessi al Valhalla. Secondo alcune fonti, si tratterebbe di un composto delle radici norrene ein ("uno", "solo", "unico", "eccezionale") e arr ("guerriero"); la seconda, comune nell'onomastica norrena, si ritrova anche nei nomi Hjalmar, Gunnar, Ingvar, Alvaro e Ivar.
Il nome ha goduto di particolare popolarità in Scandinavia nella prima metà del Novecento.

## Persone

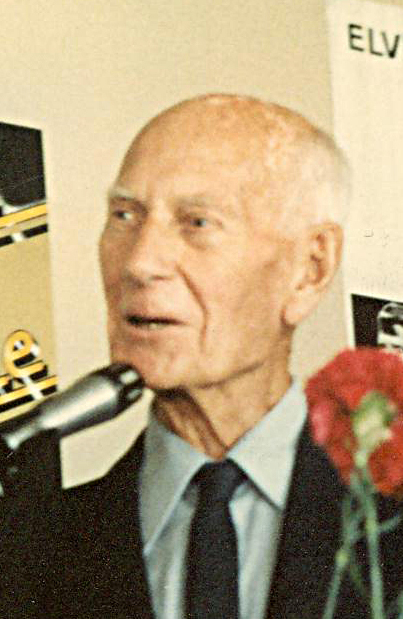
Einar Gerhardsen

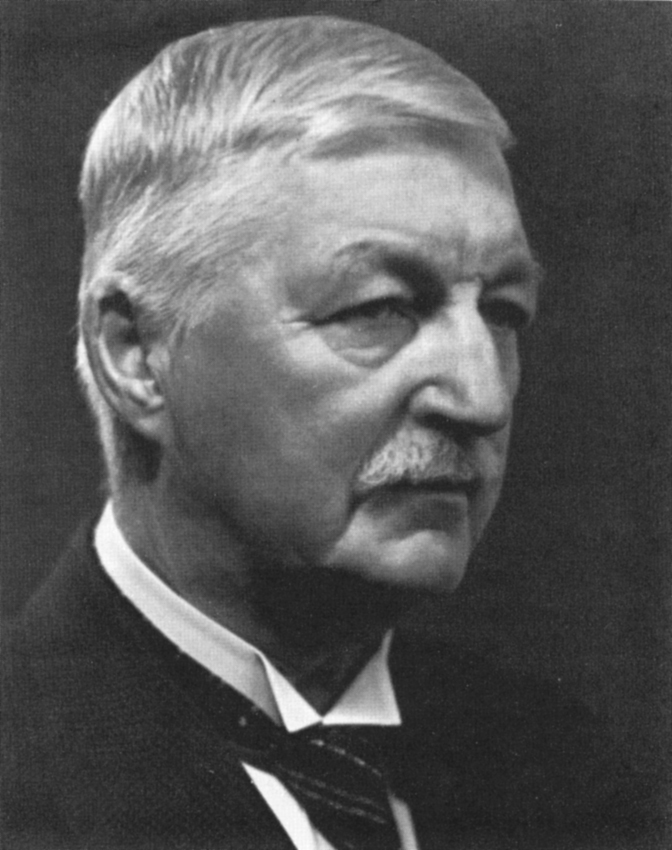
Einar Lönnberg

- Einar Benediktsson, poeta e avvocato islandese
- Einar Englund, compositore finlandese
- Einar Gerhardsen, politico norvegese
- Einar Már Guðmundsson, scrittore islandese
- Einar Kalsæg, calciatore norvegese
- Einar Lönnberg, zoologo svedese
- Einar Perman, medico e collezionista d'arte svedese
- Einar Rossbach, calciatore norvegese

### Variante Ejnar
- Ejnar Hertzsprung, astronomo e chimico danese
- Ejnar Mikkelsen, esploratore e scrittore danese